# Eruxécia
Eruxécia (em georgiano: ერუშეთი; romaniz.: Erušeti), também chamada Baixa Javaquécia ou Javaquécia Ocidental, foi uma região da Geórgia na Idade Média, atualmente parte província de Ardacane no nordeste da Turquia, próximo da fronteira com a Geórgia. O distrito estava centrado no assentamento epônimo, na atual vila de Oguziolu que, segundo a tradução histórica medieval, foi um dos primeiros centros do cristianismo na Geórgia. As ruínas de igrejas cristãs são encontradas em toda a região. Na Geórgia Moderna, o nome "Eruxécia" está preservado como uma designação da cadeia montanhosa junto a fronteira com a Turquia.

## História

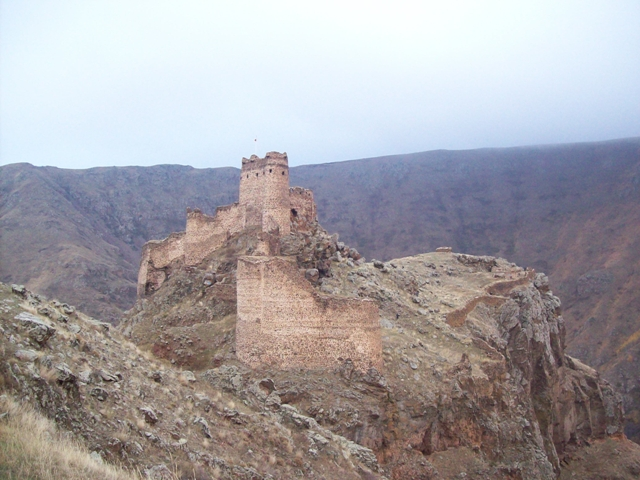
Ruínas do castelo medieval Cajtacique, na vila de

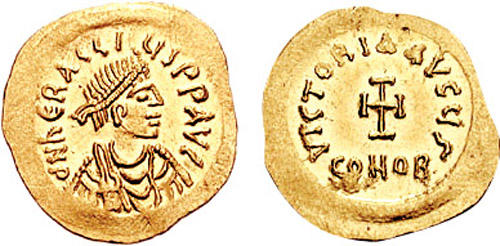
Tremisse de Heráclio r.

"Eruxécia" foi aplicado pelos georgianos medievais ao território no vale do rio Cura junto a cidade ou fortaleza epônima, ao norte de Atona, entre a cordilheira de Arsiani e o lago Carcaqui. Era contígua à província de Javaquécia e é tido como sua porção "Baixa" ou "Ocidental". Segundo Cyril Toumanoff, ela e Javaquécia eram parte do Ducado de Cunda da Ibéria Superior no século IV/III a.C. Ao passo que sua contraparte foi tomada pelos artaxíadas e depois arsácidas da Armênia, a Eruxécia permaneceu firmemente dentro do Reino da Ibéria. Eremyan propôs que pertenceu a Armênia como distrito de Gogarena, mas foi perdida em 363 com Xavexécia e Paruar, e possuía 1 400 quilômetros quadrados. Entre 772 e 786, um ramo dos Bagrátidas armênios sob Adanarses I (r. 780–807) dirigiu-se a Ibéria e recebeu de Archil (r. 736–786) Eruxécia e parte de Atona; Toumanoff pensa que a doação era uma herança do dote de sua mãe. Em seguida, passa ao príncipe Asócio I (r. 813–830), filho de Adanarses, e então Gurgenes V (r. 830–882), filho de Asócio. Em algum momento entre 923 e 941, foi tomada por Gurgenes II (r. 918–941). Com sua morte em 941, Eruxécia e boa parte de seus demais domínios passaram para Pancrácio Magistro (morto em 945).
A tradição histórica georgiana coloca-a, junto com Misqueta e Manglisi, como um dos primeiros centros do cristianismo na Ibéria após a conversão de Meribanes III nos anos 330. Segundo o historiador do século XI Leôncio de Ruissi, foi o primeiro lugar que o bispo João da Ibéria, ao voltar de sua missão em Constantinopla com grupo de sacerdotes e pedreiros, escolheu para construir uma igreja. A crônica continua dizendo que deixou um tesouro e os pregos do Senhor trazidos de Constantinopla, para desapontamento de Meribanes que queria as relíquias em sua capital, Misqueta. Sua igreja foi adornada por um dos sucessores de Meribanes, Mitrídates III, mais tarde no século IV e tornou-se sede de um bispado homônimo sob Vactangue I no século V. Eruxécia foi privada de suas relíquias sagradas pelo imperador Heráclio (r. 610–641), que passou pela Ibéria em sua guerra contra o Império Sassânida nos anos 620.
Após o Império Otomano tomar Eruxécia como parte de seus domínios no sudoeste da Geórgia no século XVI, o cristianismo e cultura georgiana caíram em declínio. O estudioso e príncipe georgiano do século XVIII Vacusti relatou que ainda havia uma catedral, mas não estava mais em uso. O arqueólogo georgiano Ekvtime Takaishvili, visitando Eruxécia em 1902, descobriu que apenas os idosos podiam entender georgiano. Identificou uma basílica de três naves na vila de Oguziolu, próximo de Hanaque, como a igreja de Eruxécia, da qual apenas o abside arruinado foi encontrado por Bruno Baumgartner em 1990. De outros monumentos descritos por Takaishvili, a igreja tetraconcha abobadada de São Jorge de Gogubani ou Gogiuba, em Bimbaxaque, está em ruínas e nada resta da relevante igreja cruciforme abobadada da Teótoco de Ccarostavi em Oncul. Melhor preservado estão igrejas de uma nave em Berqui (Borque) e Chaixi (Caiabei), o último atualmente em uso como mesquita.